# Najdłuższa wojna nowoczesnej Europy
Najdłuższa wojna nowoczesnej Europy – polski serial historyczny w reżyserii Jerzego Sztwiertni, wyprodukowany przez Telewizję Polską w latach 1979–1981.
Serial przedstawia walkę Polaków z germanizacją w Wielkopolsce w latach 1815–1918.

## O serialu
Konsultantami historycznymi filmu byli Andrzej Szwarc i Lech Trzeciakowski.
Serial był realizowany m.in. w Poznaniu, Turwi, Śremie, Łodzi, Górze Kalwarii i Skierniewicach.

## Lista odcinków
1. Pułkownik cesarza
2. Lancet i pług
3. Nowa broń szwoleżerów
4. Bazar czy rewolucja
5. Filolog i gwoździe
6. Już tylko nadzieja
7. Powołanie
8. Dzięki ci, żelazny kanclerzu
9. Ausrotten
10. Na wojnie jak to na wojnie
11. Ojcowie i dzieci
12. Państwo w państwie
13. Zwycięstwo bez wodzów

## Obsada

### Główni bohaterowie
- Krzysztof Kolberger − gen. Dezydery Chłapowski
- Mariusz Benoit − Karol Marcinkowski
- Andrzej Seweryn − Hipolit Cegielski
- Jan Englert − Maciej Mielżyński
- Joanna Sobieska − Emilia Sczaniecka
- Jerzy Bińczycki − ks. Augustyn Szamarzewski
- Piotr Machalica − ks. Piotr Wawrzyniak
- Krzysztof Kowalewski − Maksymilian Jackowski
- Mieczysław Voit − Edward Raczyński
- Wiesław Rudzki − Walenty Stefański
- Marek Siudym − Józef Frankowski
- Kazimierz Kaczor − Ludwik Franke
- Adam Ferency − Marceli Motty
- Grażyna Szapołowska − Katarzyna Frankowska, żona Józefa
- Józef Duriasz − Maciej Frankowski, syn Józefa i Katarzyny
- Piotr Garlicki − Jan Frankowski, syn Józefa i Katarzyny
- Barbara Grabowska − Joanna Frankowska, żona Jana Frankowskiego
- Joanna Żółkowska − Katarzyna Frankowska-Gieruszowa, córka Jana i Joanny
- Maciej Góraj − Marcin Gierusz, mąż Katarzyny
- Jerzy Fedorowicz − Tomek Gierusz, syn Katarzyny i Marcina
- Witold Dębicki − Władysław Frankowski, syn Macieja
- Anna Nehrebecka − Matylda Hausner-Frankowska, żona Władysława
- Wojciech Wysocki − Piotr Frankowski, syn Matyldy i Władysława
- Bogusław Sobczuk − Stanisław Frankowski, syn Matyldy i Władysława
- Maciej Szary − Gotlieb Franke vel Bogumił Frankowski
- Sławomira Łozińska − Maryna Frankowska, żona Bogumiła
- Beata Tyszkiewicz − aptekarzowa Kolska
- Mieczysław Hryniewicz − ks. Walenty Śmigielski
- Józef Fryźlewicz − Karol Libelt
- Piotr Szulkin − Marcin Kasprzak
- Andrzej Szalawski − Józef Chłapowski, ojciec Dezyderego
- Ewa Lemańska − Antonina Chłapowska, żona Dezyderego
- Halina Golanko − Walentyna Cegielska, żona Hipolita
- Henryk Machalica − Joseph von Zerboni di Sposetti
- Zdzisław Kozień − Antoni Henryk Radziwiłł
- Ryszard Pietruski − Eduard Heinrich Flottwell
- Gustaw Lutkiewicz − Otto von Bismarck
- Igor Przegrodzki − abp Mieczysław Ledóchowski
- Marek Walczewski − Ignacy Jan Paderewski

### W pozostałych rolach
- Wojciech Alaborski − Wojciech Korfanty
- Bogdan Baer − radca Brettner
- Marek Bargiełowski − profesor Jan Motty
- Włodzimierz Bednarski − major Herman van Drose
- Bogusz Bilewski − Wargosz, rządca w majątku Chłapowskich
- Henryk Bista − powstaniec Makowski
- Jerzy Bończak − Adam Wanatowicz
- Maciej Borniński − ksiądz Prusinowski
- Henryk Boukołowski − Julius von Minutoli
- Stanisław Brudny − szewc Kwaśniewski
- Andrzej Chrzanowski − Władysław Bentkowski
- Ryszard Dembiński − Napoleon III, cesarz Francji
- Katarzyna Ejmont(inne języki) − Gretchen, córka rządcy Milchena
- Ryszard Faron − porucznik Michał von Poturzycki
- Aleksander Fogiel − obrońca Wolfgang Arendt
- Marek Frąckowiak − Artur Blum, szkolny przyjaciel Jana Frankowskiego
- Stanisław Gawlik − Antoni Krzyżanowski, budowniczy Bazaru
- Wieńczysław Gliński − sir James
- Stanisław Górka − Guterer, sekretarz hrabiego
- Andrzej Grąziewicz − nauczyciel Brunkman
- Tomasz Grochoczyński − Ludwik Mierosławski
- Wiktor Grotowicz − Marcin Stychel, członek zarządu spółki
- Wirgiliusz Gryń − kapitan Kazimierz Orzechowski
- Jerzy Janeczek − Antoni Frankowski, brat Józefa
- Tomasz Jarosiński − Tomasz Gierusz, syn Katarzyny i Marcina (odc. 11)
- Stanisław Jaśkiewicz − Hammerstein(inne języki), minister spraw wewnętrznych
- Jerzy Kaliszewski − wicekanclerz von Posadowski
- Elżbieta Kępińska − Aniela Tułodziecka
- Maria Klejdysz − Frankowska, matka Joanny
- Janusz Kłosiński − Jan Rymkiewicz, ojciec Katarzyny
- Krzysztof Kołbasiuk − Karol, narzeczony Hildy Blum
- Władysław Kowalski − profesor Ludwig Bernhardt
- Andrzej Krasicki − aptekarz Kolski
- Piotr Krukowski − hrabia Michał Poturzycki
- Czesław Lasota − Placyd, lokaj Poturzyckiego
- Jan Łopuszniak − Kruger
- Lech Łotocki − Józef Łukaszewicz, sekretarz hrabiego Raczyńskiego
- Ferdynand Matysik − Artur Blum, ojciec Artura i Hildy
- Hanna Mikuć − Magda Skorupko, narzeczona Tomka Gierusza
- Stanisław Mikulski − minister Helmut von Gerlach
- Ewa Milde − Karolina Frankowska, żona Antoniego
- Jerzy Molga − podpułkownik Nasiłkowski
- Wiktor Nanowski − Milchen, rządca w Poturzycach
- Stanisław Niwiński − sir Thomas
- Lech Ordon − Feliks Rakowski, dyrektor banku
- Hanna Orsztynowicz − Hilda Blum
- Andrzej Piszczatowski − Florian Stablewski
- Sylwester Przedwojewski − inżynier Treter
- Witold Pyrkosz − Kusztelan, rewident spółek
- Barbara Rachwalska − Gieruszowa, matka Marcina
- Edward Rauch − 2 role: radca Fickelheimer z Berlina; karczmarz w Turwi
- Robert Rogalski − mistrz budowlany Stern kontrolujący budowę Bazaru
- Halina Rowicka − Sophie Franke, córka Henryka
- Marian Rułka − urzędnik Fierman
- Witold Skaruch − hrabia Hugo Wichardt Theodor Freiherr von Wilamowitz-Moellendorff, prezes Prowincji Poznańskiej
- Katarzyna Skolimowska − Róża Luksemburg
- Bogusław Sochnacki − ks. Stanisław Adamski
- Tatiana Sosna-Sarno − Wanda Franke, siostra Ludwika
- Krzysztof Stroiński − młody Spychel, członek zarządu spółki
- Stefan Szmidt − Hans, mąż Wandy Franke
- Henryk Talar − Henryk Franke
- Jan Tesarz − inspektor Hupke
- Jerzy Tkaczyk − dyrektor Dzwonkowski
- Grzegorz Warchoł − Francuz Paul
- Czesław Wołłejko − profesor Kramer
- Magdalena Wołłejko − Agnieszka Gierusz, córka Katarzyny i Marcina
- Tomasz Zaliwski − kupiec Stanisław Powelski

### Epizodycznie
- Leonard Andrzejewski − mężczyzna pożyczający książki od Stefańskiego
- Bogumił Antczak − sekretarz Bismarcka
- Ryszard Bacciarelli − ambasador Francji w Berlinie
- Arkadiusz Bazak − uczestnik narady u księcia Radziwiłła
- Stanisław Bieliński − komornik zajmujący majątek Chłapowskich
- Zbigniew Bielski − członek Związku Plebejuszy
- Jerzy Block − Nowak, pacjent Marcinkowskiego
- Zbigniew Buczkowski − powstaniec
- Janusz Bylczyński − dyrektor policji
- Helena Dąbrowska − pacjentka Marcinkowskiego
- Władysław Dewoyno − polityk niemiecki u Bismarcka
- Jerzy Dukay − inspektor policji
- Alfred Freudenheim − landrat na linii frontu
- Teodor Gendera − 2 role: uczestnik narady u księcia Radziwiła; oficer niemiecki
- Mariusz Gorczyński − policjant aresztujący Stefańskiego
- Krzysztof Gosztyła − członek Sokoła
- Piotr Grabowski − kolega Artura Bluma na majówce
- Andrzej Grzybowski − lokaj księcia Radziwiłła
- Andrzej Herder − przysłuchujący się obradom parlamentu wraz z Bismarckiem
- Andrzej Hrydzewicz − komisarz policji
- Kazimierz Iwiński − ambasador Wielkiej Brytanii w Berlinie
- Tadeusz Jastrzębowski − przewodniczący sądu sądzącego Marcinkowskiego
- Antoni Jurasz − pan Teofil, członek spółki
- Eugeniusz Kamiński − radca
- Ewa Kania − dama w salonie
- Jerzy Karaszkiewicz − nauczyciel Grass
- Ludwik Kasendra − poseł
- Marek Kępiński − asesor w więzieniu Moabit
- Roman Kosierkiewicz − karczmarz
- Helena Kowalczykowa − dozorczyni w kamienicy Frankowskich
- Jerzy Kozakiewicz − komisarz policji
- Hanna Kulina − wnuczka Chłapowskiego
- Edward Kusztal − uczestnik narady u księcia Radziwiła
- Eliasz Kuziemski − prezes prowincji poznańskiej
- Sławomir Lindner − przemawiający na akademii z okazji powstania Hakaty
- Juliusz Lisowski − nauczyciel poznańskiego gimnazjum
- Laura Łącz − zakonnica w szpitalu
- Bogdan Łysakowski − wierzyciel Chłapowskiego
- Zygmunt Maciejewski − premier
- Leopold Matuszczak − sędzia przesłuchujący Marcinkowskiego
- Jan Mayzel − ojciec przełożony klasztoru
- Wiesława Mazurkiewicz − teściowa Cegielskiego
- Jerzy Moes − porucznik pruski
- Cezary Morawski − zwalniany z więzienia student odmawiający podpisania deklaracji
- Andrzej Mrowiec − członek Związku Plebejuszy
- Gabriel Nehrebecki − żandarm
- Jerzy Orsza − kupiec w piwiarni
- Stanisław Owoc − dozorca Bazaru
- Józef Para − nadprezydent prowincji poznańskiej
- Józef Pieracki − sędzia, członek zarządu spółki
- Leon Pietraszkiewicz − sędzia
- Jerzy Próchnicki − kupiec w piwiarni
- Andrzej Prus − sekretarz Henryka Franke
- Jacek Recknitz − nauczyciel Muller
- Remigiusz Rogacki − gość Bismarcka
- Zbigniew Sawan − naczelnik poczty
- Andrzej Siedlecki − domownik pana Bonawentury w gabinecie Marcinkowskiego
- Piotr Skarga − gimnazjalista niemiecki
- Lech Sołuba − idący do powstania
- Tadeusz Somogi − żandarm poszukujący księdza Śmigielskiego
- Edward Sosna − klient Cegielskiego
- Stanisław Sparażyński − 2 role: przewodniczący sądu; Schwartz, gość Bismarcka
- Tadeusz Stanisławski − zdun Franciszek Grzechowiak
- Tomasz Stockinger − kompan Poturzyckiego
- Andrzej Szenajch − sługa hrabiego Raczyńskiego
- Krzysztof Świętochowski − kupiec w piwiarni
- Tadeusz Teodorczyk − poseł
- Urszula Trawińska-Moroz − śpiewaczka w salonie
- Marcin Troński − sekretarz wicekanclerza witający profesora Bernhardta
- Paweł Unrug − powstaniec
- Barbara Wałkówna − ciotka Matyldy
- Andrzej Wasilewicz − przedstawiciel ludności niemieckiej w Poznaniu u majora Drose
- Paweł Wawrzecki − uczeń u Marcinkowskiego
- Krzysztof Wróblewski − sekretarz prezesa prowincji poznańskiej
- Janusz Zakrzeński − nadprezydent prowincji poznańskiej
- Józef Zbiróg − ambasador Rosji w Berlinie
- Andrzej Żółkiewski − człowiek Sokoła
- Henryk Abbe, Andrzej Baranowski, Michał Białkowicz, Stanisław Biczysko, Andrzej Błaszczyk, Czesław Bogdański, Andrzej Bogucki, Leopold Borkowski, Brunon Bukowski, Jerzy Cnota, Tadeusz Czechowski, Maria Czubasiewicz, Jerzy Czupryniak, Henryk Czyż, Jacek Czyż, Zenon Dądajewski, Marek Dowmunt, Henryk Dudziński, Władysław Ebert(inne języki), Bohdan Ejmont, Jerzy Felczyński, Aleksander Gawroński, Zbigniew Grochal, Zbigniew Grusznic, Jacek Hilchen, Alicja Jachiewicz, Józef Jachowicz, Lech Jagiełło, Czesław Jaroszyński, Jan Jeruzal, Zbigniew Józefowicz, Andrzej Jurczyński, Czesław Kalita, Ireneusz Karamon, Szymon Kawalla, Fabian Kiebicz, Jerzy Kleyn, Jacek Kowalczuk, Rafał Kowalski, Kazimierz Koziołkiewicz, Bogdan Krzywicki, Henryk Kuś, Herman Lercher, Ryszard Łabędź, Andrzej Makowiecki, Stanisław Markowski, Rafał Mickiewicz, Witold Mierzyński, Teresa Mikołajczuk, Konrad Morawski, Ryszard Nadrowski, Józef Nalberczak, Barbara Nowakowska, Wiesław Nowosielski, Tadeusz Olesiński, Jan Orsza-Łukaszewicz, Krzysztof Orzechowski, Stanisław Pąk, Ryszard Piekarski, Jarosław Pilarski, Jerzy Rostkowski, Jacek Różański, Zygmunt Sierakowski, Marcin Sławiński, Aleksander Sokołowski, Marek Sokół, Stanisław Staniek, Zygmunt Staniek, Bogusław Stokowski, Sławomir Surowiec, Krzysztof Szuster, Zdzisław Szymański, Bogdan Śmigielski, Krystian Tomczak, Włodzimierz Tympalski, Krzysztof Wieczorek, Marian Wiśniowski, Marek Wojciechowski, Czesław Wojtała, Andrzej Wykrętowicz, Piotr Wyszomirski, Danuta Zaborowska, Krzysztof Zakrzewski, Ryszard Zaorski, Witold Zarychta, Jerzy Zass, Sławomir Zemło, Jan Żardecki, Jerzy Żydkiewicz

## Fabuła
Film opowiada o walce Polaków z naporem germanizacyjnym w Wielkopolsce w okresie zaborów. W serialu losy postaci fikcyjnych doskonale przeplatają się z życiem postaci autentycznych takich jak m.in.: gen. Dezydery Chłapowski, ks. Piotr Wawrzyniak, Hipolit Cegielski, czy Karol Marcinkowski.